# Jean-Pierre Maurin (violoniste)
Pour les articles homonymes, voir Jean-Pierre Maurin et Maurin.

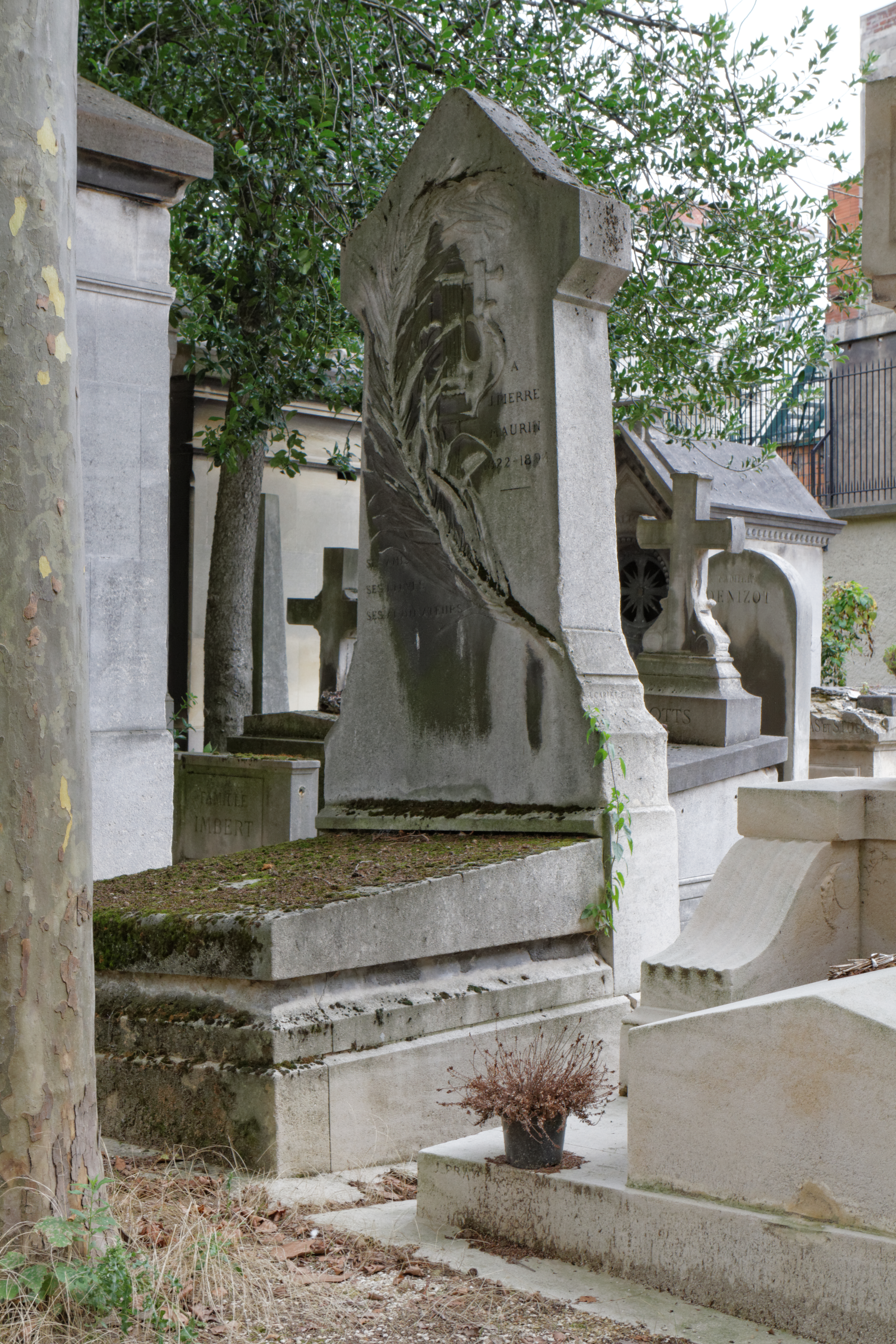
Tombe au cimetière du Père-Lachaise.

Jean-Pierre Maurin (né le 14 février 1822 à Avignon et mort le 16 mars 1894 à Paris) est un violoniste et pédagogue français.

## Biographie
Jean-Pierre Maurin naît le 14 février 1822 à Avignon.
À compter de 1838, il étudie dans les classes de Guérin, Baillot puis Habeneck au Conservatoire de Paris, où il obtient un premier prix de violon  en 1843. 
Comme interprète, Jean-Pierre Maurin joue dans l'orchestre de l'Opéra-Comique et entre en 1848 à l'Orchestre de la Société des concerts du Conservatoire, où il reste jusqu'en 1867, s'y produisant régulièrement comme soliste. Il est également membre de la Chapelle impériale et anime de 1852 jusqu'à sa mort la Société des derniers quatuors de Beethoven. 
Comme pédagogue, Maurin est à partir de 1875 professeur de violon au Conservatoire de Paris, succédant à Delphin Alard. Parmi les étudiants qu'il forme, on trouve Lucien Capet. 
Comme compositeur, il est l'auteur, avec Joseph O'Kelly, d'un Grand duo (1854) pour violon et piano sur Les Noces de Jeannette de Victor Massé, ainsi que de 24 Études artistiques pour violon avec accompagnement d'un second violon obligé (1881), pièces de belle facture. 
Jean-Pierre Maurin meurt le 16 mars 1894 à Paris. Il est enterré au cimetière du Père-Lachaise (33e division),. 
Il était officier de l'Instruction publique et chevalier de la Légion d'honneur. 